# Федор Кушер
Федор Кушер (нім. Fedor Kuscher; 19 січня 1919, Требус, Веймарська республіка — 18 січня 2005, Торонто, Канада) — німецький офіцер-підводник, оберлейтенант-цур-зее крігсмаріне.

## Біографія
1 грудня 1939 року вступив на флот. З травня 1940 по вересень 1941 року — вахтовий офіцер в 34-й, з грудня 1941 року — в 13-й, з травня 1942 по лютий 1943 року — в 22-й флотилії мінних тральщиків, після чого пройшов курси підводника і командира підводного човна. З 1 березня по липень 1944 року — командир підводного човна U-1274, з 14 грудня 1944 по 9 травня 1945 року — U-3515.

## Звання
- Кандидат в офіцери (1 грудня 1939)
- Морський кадет (1 травня 1940)
- Фенріх-цур-зее (1 листопада 1940)
- Оберфенріх-цур-зее (1 листопада 1941)
- Лейтенант-цур-зее (1 травня 1942)
- Оберлейтенант-цур-зее (1 січня 1944)

## Нагороди
- Залізний хрест 2-го класу (1940)
- Нагрудний знак мінних тральщиків (1941)